# Giải bóng đá hạng ba quốc gia Cộng hòa Síp 1998–99
Giải bóng đá hạng ba quốc gia Cộng hòa Síp 1998–99 là mùa giải thứ 28 của giải bóng đá hạng ba Cộng hòa Síp. Chalkanoras Idaliou giành danh hiệu đầu tiên.

## Thể thức thi đấu
Có 14 đội bóng tham gia Giải bóng đá hạng ba quốc gia Cộng hòa Síp 1998–99. Tất cả các đội thi đấu với nhau hai lần, một ở sân nhà và một ở sân khách. Đội bóng nhiều điểm nhất vào cuối mùa giải sẽ là đội vô địch. Ba đội đầu bảng sẽ lên chơi ở Giải bóng đá hạng nhì quốc gia Cộng hòa Síp 1999–2000 và ba đội cuối bảng xuống chơi tại Giải bóng đá hạng tư quốc gia Cộng hòa Síp 1999–2000.

### Hệ thống điểm
Các đội bóng nhận được 3 điểm cho một trận thắng, 1 điểm cho một trận hòa và 0 điểm cho một trận thua.

## Thay đổi so với mùa giải trước
Các đội bóng thăng hạng Giải bóng đá hạng nhì quốc gia Cộng hòa Síp 1998–99
- AEZ Zakakiou
- AEK/Achilleas Ayiou Theraponta
- Anagennisi Germasogeias

Các đội bóng xuống hạng từ Giải bóng đá hạng nhì quốc gia Cộng hòa Síp 1997–98
- Chalkanoras Idaliou
- Iraklis Gerolakkou
- APEP Pitsilia

Các đội bóng thăng hạng từ Giải bóng đá hạng tư quốc gia Cộng hòa Síp 1997–98
- SEK Agiou Athanasiou
- ATE PEK Ergaton
- Doxa Paliometochou

Các đội bóng xuống hạng Giải bóng đá hạng tư quốc gia Cộng hòa Síp 1998–99
- AEK Kakopetrias
- Kinyras Empas
- THOI Lakatamia

## Bảng xếp hạng
| Vị thứ | Đội bóng                | St. | T. | H. | B. | BT. | BB. | HS. | Đ  | Ghi chú                                                                   |
| ------ | ----------------------- | --- | -- | -- | -- | --- | --- | --- | -- | ------------------------------------------------------------------------- |
| 1      | Chalkanoras Idaliou     | 26  | 15 | 7  | 4  | 61  | 30  | 31  | 52 | Vô địch-Thăng hạng Giải bóng đá hạng nhì quốc gia Cộng hòa Síp 1999–2000. |
| 2      | Iraklis Gerolakkou      | 26  | 13 | 7  | 6  | 42  | 34  | 8   | 46 | Thăng hạng Giải bóng đá hạng nhì quốc gia Cộng hòa Síp 1999–2000.         |
| 3      | APEP Pitsilia           | 26  | 13 | 5  | 8  | 36  | 31  | 5   | 44 | Thăng hạng Giải bóng đá hạng nhì quốc gia Cộng hòa Síp 1999–2000.         |
| 4      | Enosis Kokkinotrimithia | 26  | 11 | 8  | 7  | 38  | 27  | 11  | 41 |                                                                           |
| 5      | Adonis Idaliou          | 26  | 9  | 11 | 6  | 42  | 35  | 7   | 38 |                                                                           |
| 6      | SEK Agiou Athanasiou    | 26  | 11 | 5  | 10 | 47  | 47  | 0   | 38 |                                                                           |
| 7      | Ayia Napa               | 26  | 9  | 9  | 8  | 47  | 41  | 6   | 36 |                                                                           |
| 8      | Othellos Athienou       | 26  | 9  | 8  | 9  | 46  | 39  | 7   | 35 |                                                                           |
| 9      | Doxa Paliometochou      | 26  | 9  | 7  | 10 | 40  | 41  | -1  | 34 |                                                                           |
| 10     | Ethnikos Latsion FC     | 26  | 9  | 6  | 11 | 44  | 39  | 5   | 33 |                                                                           |
| 11     | Achyronas Liopetriou    | 26  | 9  | 6  | 11 | 32  | 42  | -10 | 33 |                                                                           |
| 12     | APEP Pelendriou         | 26  | 8  | 5  | 13 | 23  | 34  | -11 | 29 | Xuống hạng Giải bóng đá hạng tư quốc gia Cộng hòa Síp 1999–2000.          |
| 13     | ATE PEK Ergaton         | 26  | 6  | 7  | 13 | 33  | 56  | -23 | 25 | Xuống hạng Giải bóng đá hạng tư quốc gia Cộng hòa Síp 1999–2000.          |
| 14     | Elia Lythrodonta        | 26  | 4  | 3  | 19 | 33  | 68  | -35 | 15 | Xuống hạng Giải bóng đá hạng tư quốc gia Cộng hòa Síp 1999–2000.          |

Hệ thống điểm: Thắng=3 điểm, Hòa=1 điểm, Thua=0 điểm
Luật xếp hạng: 1) Điểm, 2) Hiệu số, 3) Bàn thắng

## Kết quả
| ↓Home / Away→ | ANP | DNA | APE | API | ATE | ACH | DOX | ETL | ELL | ENS | IRK | OTL | SEK | CHL |
| ------------- | --- | --- | --- | --- | --- | --- | --- | --- | --- | --- | --- | --- | --- | --- |
| Ayia Napa     |     | 2-2 | 2-2 | 0-1 | 7-2 | 2-1 | 1-0 | 2-0 | 5-1 | 3-0 | 3-2 | 0-3 | 4-0 | 2-2 |
| Adonis        | 3-2 |     | 1-0 | 4-2 | 1-1 | 4-1 | 3-2 | 2-1 | 2-1 | 1-2 | 0-0 | 4-4 | 1-1 | 2-3 |
| APEP PeB.     | 1-3 | 3-2 |     | 0-2 | 3-0 | 0-0 | 0-0 | 1-0 | 0-0 | 1-2 | 2-3 | 2-1 | 4-2 | 0-1 |
| APEP Pit.     | 1-0 | 1-0 | 0-2 |     | 0-0 | 4-1 | 4-3 | 2-0 | 2-0 | 1-0 | 1-3 | 2-0 | 3-2 | 1-0 |
| ATE PEK       | 3-2 | 0-0 | 2-0 | 2-0 |     | 1-2 | 2-3 | 2-1 | 1-2 | 1-3 | 0-1 | 3-1 | 1-2 | 2-2 |
| Achyronas     | 0-0 | 1-0 | 3-0 | 1-0 | 3-1 |     | 1-1 | 4-3 | 2-0 | 0-0 | 0-1 | 2-5 | 2-1 | 1-3 |
| Doxa          | 1-1 | 1-0 | 2-0 | 1-1 | 1-0 | 2-1 |     | 3-0 | 4-1 | 1-4 | 0-0 | 0-1 | 5-3 | 0-0 |
| Ethnikos      | 7-1 | 0-0 | 1-0 | 2-0 | 1-1 | 4-2 | 5-2 |     | 4-1 | 0-0 | 1-0 | 2-3 | 2-0 | 1-1 |
| Elia          | 2-1 | 3-5 | 0-1 | 0-2 | 2-3 | 1-1 | 1-2 | 1-3 |     | 3-2 | 2-3 | 2-1 | 4-6 | 2-3 |
| Enosis        | 3-0 | 0-0 | 2-0 | 1-1 | 1-1 | 2-0 | 2-1 | 3-1 | 4-1 |     | 0-0 | 1-1 | 0-1 | 1-2 |
| Iraklis       | 2-2 | 1-1 | 0-0 | 3-1 | 1-1 | 2-1 | 4-3 | 3-2 | 1-0 | 1-2 |     | 3-1 | 1-0 | 2-3 |
| Othellos      | 0-0 | 1-2 | 4-0 | 1-1 | 4-1 | 0-0 | 3-1 | 1-1 | 1-1 | 2-2 | 1-2 |     | 2-0 | 3-2 |
| SEK           | 1-1 | 1-1 | 0-1 | 1-1 | 5-2 | 4-0 | 3-1 | 1-1 | 3-2 | 2-0 | 2-1 | 3-2 |     | 2-1 |
| Chalkanoras   | 1-1 | 1-1 | 1-0 | 4-2 | 8-0 | 1-2 | 0-0 | 3-1 | 6-0 | 2-1 | 5-2 | 2-0 | 4-1 |     |